# Плещинский, Илларион Николаевич (физиолог)
Илларион Николаевич Плещинский (17 ноября 1949, Казань — 2 июля 2012, Казань) — советский и российский физиолог, доктор медицинских наук, профессор Казанского государственного университета.

## Биография
Родился 17 ноября 1949 года в Казани. Отец — Николай Илларионович Плещинский, доцент кафедры физиологии человека и животных Казанского государственного университета, мать — Клара Николаевна, учительница истории. Дед со стороны отца — российско-украинский художник-график Илларион Николаевич Плещинский, в молодости живший и работавший в Казани.
С 1957 по 1967 год учился в средней школе № 96 города Казани.
В 1967 году поступил и в 1973 году окончил педиатрический факультет Казанского государственного медицинского института по специальности «детская травматология» («ортопедия»).
После получения диплома несколько лет работал главным врачом специализированного детского санатория в посёлке Селычка Якшур-Бодьинского района Удмуртской АССР (ныне БУЗ УР «Республиканский санаторий для детей „Селычка“ МЗ УР»).
В 1978 году поступил в аспирантуру на кафедре физиологии человека и животных биолого-почвенного факультета Казанского государственного университета. В 1985 году защитил кандидатскую диссертацию.
С 1978 по 2012 год был сотрудником кафедры физиологии человека и животных Казанского государственного университета:
- аспирант,
- ассистент,
- доцент (1989),
- заведующий кафедрой (1996—2012),
- профессор.

Скончался 2 июля 2012 года в Казани от болезни.

## Научная деятельность
Кандидат медицинских наук с 1985 года. Защитил кандидатскую диссертацию по теме «Исследование возвратного торможения мотонейронов камбаловидной мышцы человека в условиях произвольной деятельности и при иммобилизации», научный руководитель — профессор Лев Николаевич Зефиров.
Доктор медицинских наук с 2002 года. Тема докторской диссертации — «Гетеронимные влияния первичных мышечных афферентов на спинальные двигательные центры».
Научные интересы:
- нейрофизиология,
- механизмы функционирования двигательных центров в норме и патологии,
- оценка влияния сигналов от рецепторов кожи на организацию двигательной активности,
- изучение симметричности в организации движений.

В результате экспериментальных исследований продемонстрировал динамику восстановления рефлекторных реакций при травме спинного мозга.
Член основанного в 1917 году Российского физиологического общества имени И. П. Павлова (1978).
Член Советов по защите докторских диссертаций при Казанском государственном медицинском университете и Татарском гуманитарно-педагогическом университете (2000).

## Награды, почётные звания
Награждён нагрудным знаком «Почётный работник высшего профессионального образования Российской Федерации» в 2010 году.
Заслуженный профессор Казанского университета с 2012 года.
Член-корреспондент Международной академии педагогических наук с 2009 года.

## Публикации
(в том числе в соавторстве)
- Физиология в рисунках и таблицах. Нервная и мышечная системы: (общие вопросы). Казань, 1990;
- Влияние длительного ноцицептивного раздражения на двигательные функции человека // Физиология человека. 1990. Т. 16, No 3;
- Спинной мозг: афферентные взаимосвязи // Физиология человека. 1996. Т. 22, No 1;
- Общий практикум по физиологии человека и животных. Казань, 2000;
- Влияние односторонней травмы седалищного нерва на характеристики моторных и рефлекторных ответов парных икроножных мышц крыс // Российский физиологический журнал. 2001. Т. 87, No 12;
- Motor and autonomic asymmetries in athletes with different specialization // Human Physiology. 2004. Vol. 30, No 5;
- Моторные и вегетативные асимметрии у спортсменов различной специализации. Сообщение 1 // Физиология человека. 2004. Т. 30, No 5;
- Центральная нервная система и основы управления движениями. Казань, 2006;
- Влияние димефосфона на восстановление функций поврежденного спинного мозга // Бюллетень экспериментальной биологии и медицины. 2006. Т. 141, No 2;
- Функциональное состояние двигательных центров спинного мозга в условиях его травматического повреждения. Казань, 2008;
- Состояние спинального двигательного центра в условиях посттравматической реорганизации моторной функции // Актуальные проблемы современной медицины: вестник украинской медико-стоматологической академии. 2009. Т. 9, No 4;
- Состояние контралатерального двигательного центра икроножной мышцы крысы при одностороннем повреждении седалищного нерва // Российский физиологический журнал. 2011. Т. 97, No 3;
- The state of the contralateral gastrocnemius muscle motor center in rats with unilateral sciatic nerve injury // Neuroscience and Behavioral Physiology. 2012. Vol. 42, No 8.

## Художественная деятельность
Художник-график, с юности увлекался рисованием. Рисовал казанские и удмуртские пейзажи. Его рисунки хранятся в собраниях Государственного музея изобразительных искусств Республики Татарстан.